# ZeroMQ
ZeroMQ (также ØMQ, ZMQ, 0MQ) — высокопроизводительная асинхронная библиотека обмена сообщениями для создания распределённых сетей обмена сообщениями. Библиотека реализует очередь сообщений, которая функционирует без выделенного брокера сообщений. Создатель библиотеки — бельгийский программист Питер Хинченс (англ. Pieter Hintjens).
ØMQ относится к связующему программному обеспечению, занимающему промежуточное положение между ПО низкого и высокого уровня.

## Технология
ZeroMQ не является полной системой передачи сообщений, которыми являются, например, RabbitMQ и ActiveMQ. Это программная бибилиотека, которая позволяет сравнительно легко создать свою одноуровневую систему обмена сообщениями без участия брокера сообщений.
В ZeroMQ реализована трёхстадийная технология обмена сообщениями.
1. Выбор транспорта.
2. Настройка инфраструктуры.
3. Выбор шаблона обмена сообщениями.

ZeroMQ API предоставляет сокеты (своего рода обобщение традиционных IP и сокетов домена Unix), каждый из которых может представлять соединение между конечными точками. Работая с детализацией по сообщениям, они требуют использования шаблона обмена сообщениями и оптимизированы для этого типа шаблона.
Основные образцы паттернов ZeroMQ:
- Запрос-ответ
- Pub/sub
- Push-pull
- Эксклюзивная пара